# Omvalspoorbrug

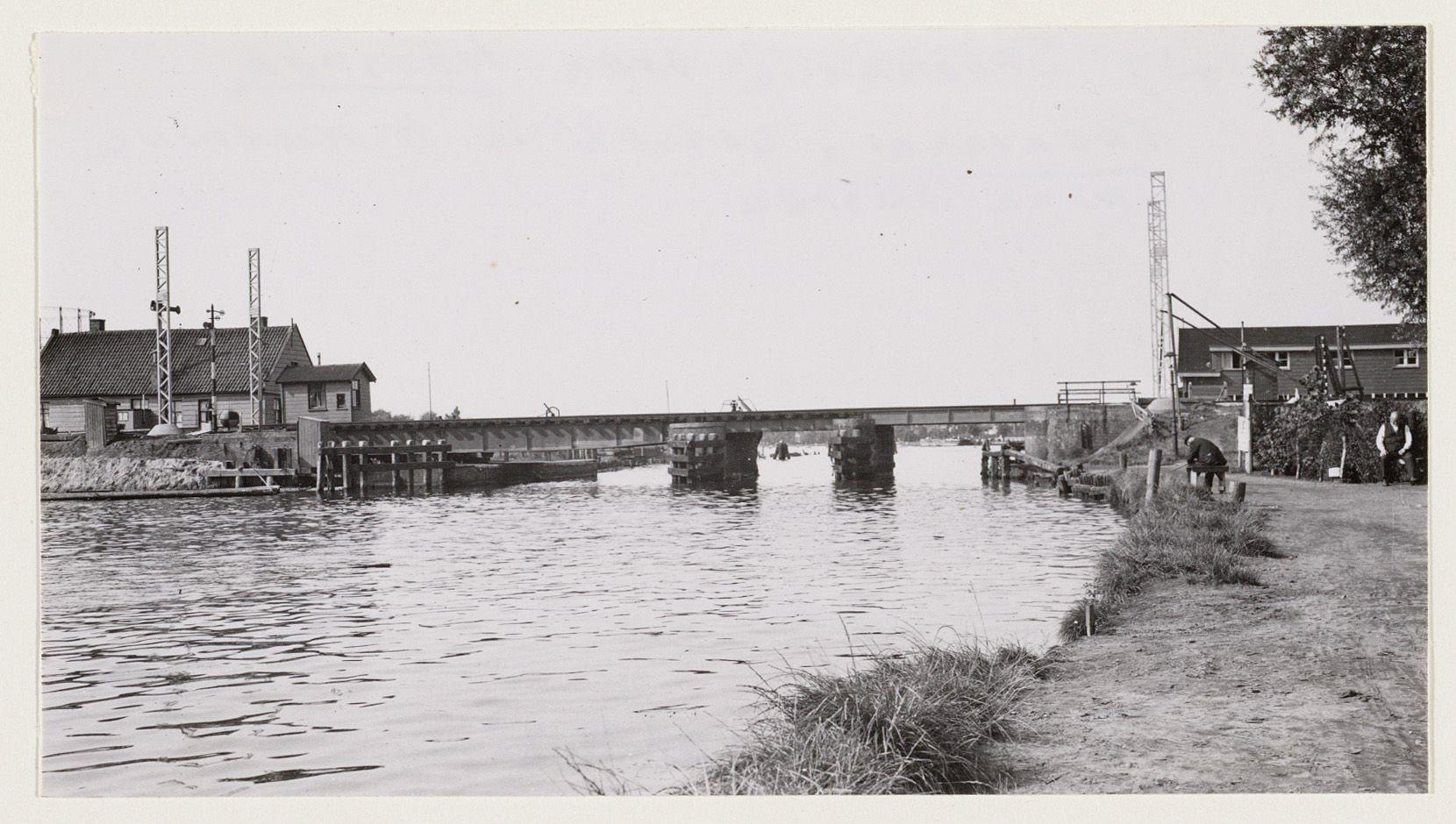
De oude brug in 1937

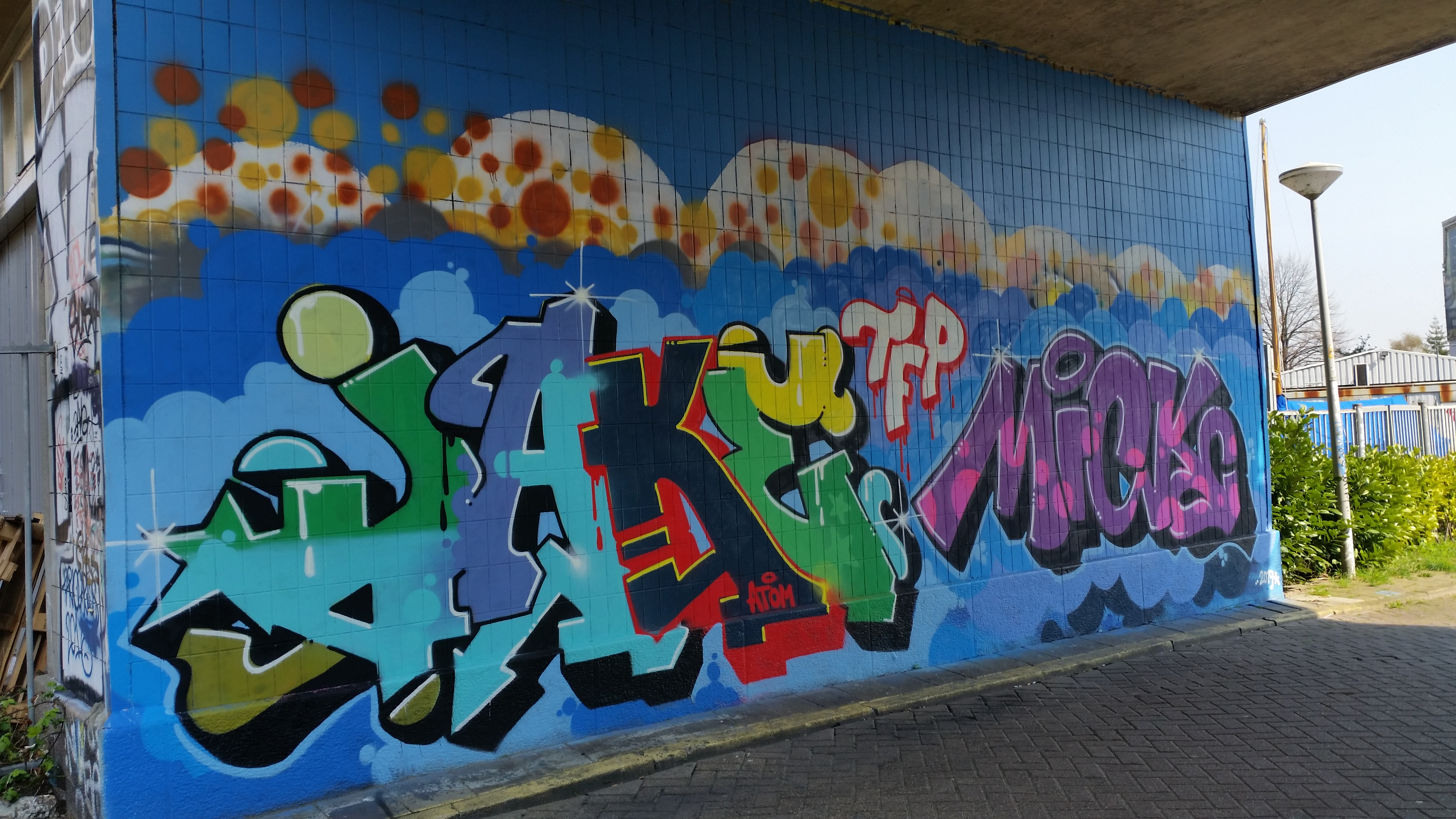
Graffiti (april 2019)

De Omvalspoorbrug is een stelsel van twee spoorbruggen over de Weespertrekvaart in Amsterdam-Oost. De bruggen zijn vernoemd naar de Omval, een landtong in de Amstel, die ten noordwesten van het stelsel ligt. Ten westen van de brug ligt de Omvalbrug, een hefbrug in de Spaklerweg over diezelfde vaart. De bruggen kregen in 2017 hun naam.

## Ligging
De ijzeren spoorbruggen liggen in de Spoorlijn Amsterdam – Utrecht. Ze dragen echter niet alleen een treinverbinding, ook de Amsterdamse Metro maakt er gebruik van. De bruggen liggen in het spoortraject tussen Station Amsterdam Amstel en Station Duivendrecht en binnen het metrotraject Station Amsterdam Amstel naar Spaklerweg. Ze sluiten bijna direct aan op de Overzichtspoorbrug.
Het complex bruggen markeert de plek waar de verbinding ligt tussen Weespertrekvaart en Amstel.

## Geschiedenis
Er ligt hier al sinds omstreeks 1843 een brug, nodig vanwege de Nederlandsche Rhijnspoorweg-Maatschappij. De stadsbebouwing heeft dan de Weespertrekvaart nog niet bereikt; de stad ligt nog grotendeels binnen het gebied van de Singelgracht; de brug ligt tussen landerijen.
Vanwege de werkzaamheden in het kader van de Spoorwegwerken Oost werden in de eindjaren dertig van de 20e eeuw de treinsporen van maaiveldniveau naar dijklichaam verplaatst, hetgeen betekent dat ook hier nieuwe bruggen noodzakelijk waren. Binnen de stadsbebouwing, die de Weespertrekvaart begint te naderen, wil men af van gelijkvloerse kruisingen, die ongelukken en wachttijden met zich meebrengen. Bij de Omval is dan nog geen autoverkeer, maar ook de brug openen voor schepen levert vertraging op (de verkeersbrug kwam pas in 1953). Bovendien is het spoor dan al tot het Station Amsterdam Amstel verhoogd aangelegd. Ten oosten van de oude brug werd een nieuwe brug gelegd. Er kon volstaan worden met een enkele brug met dubbelspoor; de brug is echter veel smaller dan het Amstelstation dat vier sporen kent, waardoor het beeld van een flessenhals ontstaat. Tussen het Amstelstation in de Weespertrektvaart wordt een constructie gebruikt die doet denken aan Tussen de Bogen in Amsterdam-Centrum, er werden bedrijfjes gevestigd onder het spoor.
Als in de jaren zeventig Amsterdam begint met de aanleg van de Oostlijn van de metro wordt het Amstelstation aangepast; de middelste treinsporen worden geruimd en er komen rails voor de metro. Dat alles (tweemaal dubbelspoor) kan de brug niet aan. Er wordt ten westen van de spoorbrug een nieuwe brug gebouwd; elke brug draagt vanaf dan enkelspoor voor trein en metro. Ook onder het nieuwe kunstwerk werden bedrijfsruimten ingericht. De Oostlijn werd op dit geopend op 16 oktober 1977.
De bouwwerken zitten in de 21e eeuw al jaren onder de graffiti.
Abcouderpadspoorbrug ·
AMC-Padspoorbrug ·
Amstelveensewegspoorbrug ·
Anderlechtspoorbrug ·
Arlandaspoorbrug ·
Basiswegspoorviaduct Oost ·
Basiswegspoorviaduct West ·
Beethovenspoorbrug ·
Ben Viljoenspoorbrug ·
Beukenwegspoorbrug ·
Bonispoorbrug ·
Bos en Lommerspoorbrug ·
Spoorbrug in de Burgemeester Stramanweg · 
Bullewijkspoorbrug ·
Carrascospoorviaduct ·
Celebesspoorbrug ·
Comeniusspoorbrug ·
Czaar Peterspoorbrug ·
Cruquiusspoorbrug ·
Dalsteinbrug ·
Domselaerspoorbrug ·
Erasmusspoorbrug ·
Europaboulevardspoorbrug ·
Frans de Wollantsspoorbrug ·
Gaasperdammerspoorbrug ·
Haarlemmerwegspoorbrug ·
Heemstedespoorbrug ·
Hemsterhuisspoorbrug ·
Henk Sneevlietspoorbrug ·
Hoogoorddreefspoorbrug ·
Houtmanspoorbrug ·
Houttuinenspoorbrug ·
Insulindespoorbrug ·
Jan Evertsenspoorbrug ·
Jan van Galenspoorbrug ·
Johan Huizingaspoorbrug ·
Kabelwegspoorbrug ·
Karspeldreefspoorbrug ·
Kastrupspoorbrug ·
Kattenburgerspoorbrug ·
Korte Prinsengrachtspoorbrug ·
Kruislaanspoorbrug ·
Lelylaanspoorbrug ·
Linnaeuskadespoorbrug ·
Linneausstraatspoorbrug ·
Meibergpadspoorbrug ·
Molukkenspoorbrug ·
Mr. Treubspoorbrug ·
Museumlijnspoorbrug ·
Nieuwegeinspoorbrug ·
Nieuwe Haagsespoorbrug ·
Noordzeewegspoorbrug ·
Omvalspoorbrug ·
Oostertoegangsspoorbrug ·
Oosterdoksspoorbrug ·
Overbrakerspoorbrug ·
Overzichtspoorbrug ·
Pablo Nerudaspoorbrug West ·
Pablo Nerudaspoorbrug Oost ·
Parnassusspoorbrug ·
Piarcospoorviaduct ·
Pieter Calandspoorbrug ·
Planciusspoorbrug ·
Ringdijkspoorbrug ·
Robert Fruinspoorbrug ·
Rozenoordspoorbrug ·
Schinkelspoorbrug ·
Seinewegspoorbrug Noord ·
Seinewegspoorbrug Zuid ·
Sloterdijkerwegspoorweg ·
Solitudolaanspoorbrug ·
Spaarndammerspoorbrug ·
Strandvlietspoorbrug ·
Tafelbergspoorbrug ·
Tjepmaspoorbrug ·
Transformatorwegspoorbrug ·
Van Swindenspoorbrug ·
Vlaardingenspoorbrug ·
Westerdoksdijkspoorbrug ·
Westertoegangsspoorbrug ·
Wibautspoorbrug ·
Wiltzanghspoorbrug ·
Wijttenbachspoorbrug ·
Zaandijkspoorbrug ·
Zaventemspoorbrug ·
Zeeburgerdijkspoorbrug ·
Zeeburgerpadspoorbrug